# Everardo I de Württemberg
Everardo I ou Everardo V (Urach, 11 de dezembro de 1445 – Tubinga, 25 de fevereiro de 1496), alcunhado o Barbudo, foi conde de Württemberg desde 1459, conde de Württemberg-Estugarda desde 1482, e conde de Württemberg und Teck a partir de 1495 até a sua morte.  Em 11 de março de 1477, fundou a Universidade de Tubinga.

## Início de vida
Everardo nasceu na cidade de Urach em 11 de dezembro de 1445. Era filho de Luís I, Graf de Württemberg-Urach e de Matilde, condessa do Palatinado.
Ainda menor de idade, o conde Everardo V assumiu oficialmente o governo de Württemberg-Urach. Desde de 1442, Württemberg estava dividida. A princípio, teve como guardião legal Rudolph von Ehingen de Kilchberg, um nobre respeitável, que tinha sido conselheiro de seu pai quando este era ainda jovem. Porém, em 1459, auxiliado por Frederico I, eleitor do Palatinado, ele encerrou esta restrição, assumindo o governo de Urach como conde Everardo V. Negligenciou seus deveres como governante e viveu de forma despretensiosa até 1468. Nessa época, um manual de esgrima foi desenvolvido para ele, em 1467, por Hans Tallhoffer. Atualmente, o manuscrito é mantido pela Biblioteca Estadual da Baviera.
Em 1468, viajou para Jerusalém e se tornou cavalheiro da Ordem do Santo Sepulcro. Para comemorar este fato ele escolheu a palma como símbolo. Ele visitou a Itália, onde conheceu diversos estudiosos. De volta à Urach, sua cidade natal, em 12 de abril (ou 4 de julho) de 1474, casou-se com Bárbara Gonzaga, filha de Luís III Gonzaga, marquês de Mântua. A única filha deste casamento, Bárbara, nasceu em 2 de agosto de 1475, tendo morrido em 15 de outubro do mesmo ano.
Em 1477, Everardo, cujo lema era attempto ("Eu ouso"), fundou a Universidade de Tubinga. Ele ordenou a expulsão de todos os judeus de Württemberg. Ele convidou a Irmandade da Vida Comum e a comunidade da Devotia Moderna para residirem em seu país e fundarem igrejas colegiadas em Urach, Dettingen an der Erms, Einsiedel, perto de Tubinga e Tachenhausen. Destacou-se por seu interesse em reformar igrejas e monastérios. Apesar de nunca ter falado latim, tinha muita consideração pela educação e exigiu que grande número de textos em latim fossem traduzidos para o alemão. Partes de sua imensa biblioteca foi preservada. 
Finalmente, em 14 de dezembro de 1482, ele conseguiu a reunificação das duas partes de Württemberg: Württemberg-Urach e Württemberg-Estugarda, com o Tratado de Münsingen, junto ao seu primo Everardo VI de Württemberg-Estugarda. Transferiu a capital para Estugarda e governou o país reunificado. No mesmo ano, foi homenageado pelo papa Sisto IV com a Rosa de Ouro. Em 1492, foi condecorado com a Ordem do Tosão de Ouro, por Maximiliano I do Sacro Império Romano-Germânico.

## Últimos anos e morte

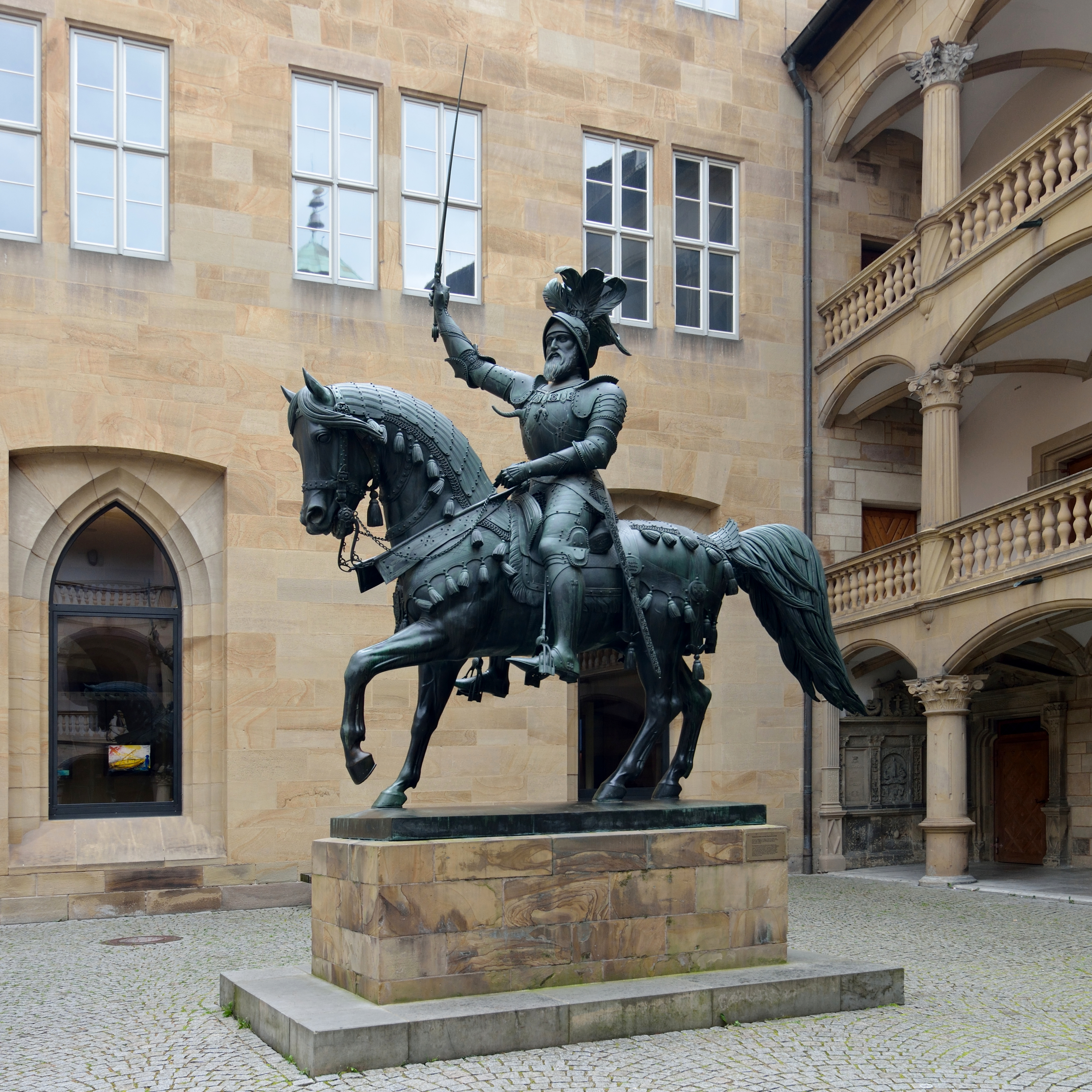
Estátua de Everardo I em Altes Schloss, Estugarda, Alemanha

Em 21 de julho de 1495, o conde Everardo V foi declarado Duque de Württemberg na Dieta Imperial de Worms pelo sacro-imperador Maximiliano I. Naquela época, o título de duque representava um grande peso de soberania dentro do Sacro Império Romano-Germânico, pouco abaixo de "Eleitor".
Everardo I morreu em Tubinga, em 24 de fevereiro de 1496, sendo sucedido por seu primo, que se tornou duque Everardo II. Foi primeiramente enterrado na igreja colegiada de Saint Peter auf dem Einsiedel e, posteriormente, na colegiada de Tubinga.

## Legado
Os seus contemporâneos sempre admiraram sua força intelectual. Nos séculos XIX e XX a historiografia patriótica exaltava-lhe os feitos. Um busto em sua homenagem foi erigido em Walhalla. No hino da Suábia, escrito pelo médico e poeta alemão Justinus Kerner, ele é louvado como: "Everardo, o Barbudo, amado governante de Württemberg." Nessa canção patriótica, ele é exaltado como o mais rico dentre os príncipes alemães, podendo descansar sua cabeça no colo de todos os súditos sem temer pela vida ou por suas riquezas.